# Apogonalia interrupta
Apogonalia interrupta är en insektsart som beskrevs av Victor Antoine Signoret 1855. Apogonalia interrupta ingår i släktet Apogonalia och familjen dvärgstritar. Inga underarter finns listade i Catalogue of Life.